# Arktičko vijeće
Arktičko vijeće je visoki međuvladin forum koji se bavi pitanjima s kojima se suočavaju artičke vlade i autohtono stanovništvo na Arktiku.

## Povijest
Prvi korak ka formiranju vijeća dogodio se 1991. godine, kada je osam artičkih zemalja potpisalo Artičku strategija zaštite okoliša. Vijeće je formalno osnovano 1996. godine Ottawskom deklaracijom kao visoki međuvladin forum kako bi se osiguralo sredstva za promicanje suradnje, koordinacije i interakcije među artičkim državama, uz sudjelovanje artičkih autohtonih zajednica i drugih arktičkih stanovnika na zajedničkim artičkim pitanjima, u pojedinim pitanjima održivog razvoja i zaštite okoliša u području Arktika. Ottawsku deklaraciju potpisalo je osam zemalja: Kanada, Rusija, Norveška, Danska, Island, Sjedinjene Američke Države, Švedska i Finska. Artičko vijeće je provelo nekoliko istraživanja o klimatskim promjenama, nafti, plinu, te artičkom prometovanju.

## Članovi Artičkog vijeća

### Članovi
- Kanada
- Danska; predstavlja i
  -  Grenland
  -  Farski Otoci
- Finska
- Island
- Norveška
- Rusija
- Švedska
- SAD

### Stalni promatrači
- Francuska
- Njemačka
- Nizozemska
- Poljska
- Španjolska
- Ujedinjeno Kraljevstvo

### Povremeni promatrači
- NR Kina
- EU[2]
- Italija
- Japan[2]
- Južna Koreja

## Predsjedništvo
Od 2011. godine Švedska predsjedava vijećem do 2013. Predsjedanje vijećem rotira se svake dvije godine među osam nacionalnih članova. Kanada (1996. – 1998.) je bila prvi presjedatelj, a zatim su slijede SAD (1998. – 2000.), Finska (2000. – 2002.), Island (2002. – 2004.), Rusija (2004. – 2006.),  Norveška (2006. – 2008.) i Danska (2009. – 2011.). Norveška, Danska i Švedska su se dogovorili na skupu o zajedničkim prioriteta za tri predsjedanja. Kanada će predsjedavati vijećem od 2013. do 2015, a Sjedinjene Američke Države od 2015. do 2017.

## Vanjske poveznice
- www.arctic-council.org – Arktičko vijeće